# 詹姆斯·米歇尔
詹姆斯·阿利克斯·米歇尔（英語：James Alix Michel，1944年8月18日—），塞舌尔政治家，前任总统、国防、内政、司法、财政、经济计划部长。他在前总统弗朗斯-阿尔贝·勒内时期曾任副总统（自1996年）
米歇尔本职是教师，后来投身塞舌尔正高速发展的旅游业。该国独立前，他加入勒内领导的塞舌尔人民进步阵线（简称人阵）。米歇尔在勒内执政时曾任多个职位，当勒内发动政变推翻第一任总统曼卡姆时，他正出任人阵中央委员会委员。1977年至1993年人阵一党专政时，米歇尔在党和政府中都担任要职。
米歇尔2004年4月16日接任总统，并在2006年7月28日至30日举行的选举中以53.73%的得票率连任，8月1日宣誓就职。